# Pezé-le-Robert
Pezé-le-Robert é uma comuna francesa na região administrativa do País do Loire, no departamento de Sarthe. Estende-se por uma área de 16.35 km². Em 2010 a comuna tinha 377 habitantes (densidade: 23,1 hab./km²).